# 가쓰라다이역
가쓰라다이역(일본어: 桂台駅 かつらだいえき[*])은 일본 홋카이도 아바시리시에 위치한 홋카이도 여객철도 센모 본선의 철도역이다. 역 번호는 B79이며, 단선 승강장 1면 1선의 구조를 갖춘 지상역이다.

## 역 주변
- 아바시리 진자
- 국도 제244호선
- 아바시리 시청
- 구시로 지방 검찰청 아바시리 지부 · 아바시리 구 검찰청
- 구시로 지방 재판소 아바시리 지부 · 아바시리 간이 재판소
- 아바시리 신용 금고 본점
- 호쿠요 은행 · 홋카이도 은행 아바시리 지점

## 역사
- 1967년 4월 1일 : 일본국유철도의 아바시리 가승강장으로서 개업. 여객 취급만.
- 1987년 4월 1일 : 일본국유철도 분할 민영화에 의해, 홋카이도 여객철도가 승계. 가승장으로부터 역으로 승격.
- 1990년 3월 10일 : 영업 거리 설정.
- 1994년 11월 : 역사를 개축.

## 인접 역
| 홋카이도 여객철도 센모 본선 | 홋카이도 여객철도 센모 본선 | 홋카이도 여객철도 센모 본선     |
| --------------------------- | --------------------------- | ------------------------------- |
| A 69 아바시리 아바시리 방면 | ■ 센모 본선                 | 마스우라 B 78 히가시쿠시로 방면 |